# Кушелєв-Безбородько Олександр Григорович
Олександр Григорович Кушелєв-Безбородько (4 вересня 1800, Санкт-Петербург — 6 квітня 1855, Москва) — меценат, державний діяч, почесний член Петербурзької Академії наук. Директор департаменту Державного казначейства (з 29 липня 1837 по 16 січня 1844), Державний контролер Росії (з 13 березня 1854 по 6 квітня 1855), член Державної Ради (з 27 березня 1855).

## Біографія
Є старшим сином від другого шлюбу графа Григорія Кушелєва (старшого) і Кушелєвої Любові Іллівни, народженої графині Безбородько). В 1816 році після смерті свого діда, графа Іллі Безбородька, через припинення потомства графів Безбородьків по чоловічій лінії, отримав "Найвище повеління" йменуватися графом Кушелєвим-Безбородьком:
| въ уваженіе къ отличному служенію покойнаго князя Безбородко, на пользу и славу отечества всю жизнь посвятившему, именоваться впредь графомъ Кушелевымъ-Безбородко, дабы знаменитая заслугами фамилія сія съ кончиною послҍдняго в родҍ не угасла, но паки обновясь, пребыла навсегда въ незабвенной памяти россійскаго дворянства. |
У 1813 його віддали в підготовчий пансіон при Царськосільському ліцеї; закінчивши в ньому курс в 1816, граф Кушелєв здав іспит при педагогічному інституті на право отримання чинів, а в липні того ж року отримав у Московському університеті, після іспиту, ступінь доктора етико-політичних наук; затверджений, за цим ступенем, в чині колезького асесора, молодий граф на початку 1817 був призначений у відомство Колегії іноземних справ. Його батько виклопотав йому доручення відвезти депеші за кордон, у Вюртемберг, а потім перебувати при канцелярії імператора в Ахені на час конгресу, який там збирався. З цим службовим дорученням поєднувався і план подорожі за кордон для завершення освіти.
Гр. О. Г. Кушелєв-Безбородько виїхав з Петербурга 8 серпня 1818 ; проїздом в Дерпті він оглядав університетські установи, познайомився з Парротом, Моргенштерном, потім через Кенігсберг прибув у Берлін, де теж оглядав університет. Під час цієї поїздки молодий граф підтримував діяльне листування з батьком, який давав йому різні поради та висловлював задоволення з приводу того, що син виявляв серйозні інтереси і знайомився з ученими людьми. Але згодом старому графу вже не так подобалося, що син його менш цікавиться успіхами по службі, ніж вченими заняттями або мистецтвами; в листах за 1820—1826 батько нерідко висловлював незадоволення, що син його не просувається по службі так швидко, як це здавалося йому природним за спогадами про часи його молодості, а також і за те, що під час розділу з тітонькою він вважав за краще отримати картинну галерею, а не взяв дохідного маєтку.
В Ахені молодого графа дуже добре прийняв Каподистрія і дав йому доручення: «скласти порівняння політики нинішніх часів з колишньою, а особливо наслідків і правил, вироблених Вестфальським світом, з духом і наслідками Віденського конгресу та світу Паризького». З Ахена Кушелєв-Безбородько приїхав до Парижа, частково маючи на увазі зайнятися зазначеною Каподистрією темою, почасти притягнений бажанням оглянути визначні пам'ятки Парижа, познайомитися з його розумовим життям і діяльністю. Відвідування камер, судів, лекцій, огляд навчальних закладів, купівля книг — переважно займали його в Парижі, де він провів час з кінця 1818 до кінця квітня 1819. Відклавши початковий намір їхати до Англії, Кушелєв-Безбородько поїхав у Росію через Швейцарію, Італію і Австрію.
У Женеві він познайомився з Дюпоном [хто?], Бонстедтом [хто?], В Івердені відвідав Песталоцці і детально ознайомився з його навчальним закладом, в Болоньї познайомився з Меццофанті і читав йому уривки з Державіна і Озерова, яких Меццофанті ще не знав; 22 серпня 1819 Кушелєв-Безбородько прибув до батька, в його маєток Краснопольці, Псковської губернії, а 4 вересня приїхав у Петербург.
Його закликала сюди справа, яка цікавила його і увесь час перебування його за кордоном: з 1805 йшлося про влаштування в Ніжині гімназії вищих наук, для якої граф Ілля Безбородько призначив великі кошти, частково на виконання волі свого покійного брата, князя Олександра Безбородька, частково за власним бажанням. До часу смерті графа Іллі Безбородька гімназія ще не була відкрита, не було ще остаточно вироблено і затверджено і положення про неї; турботи про все це лежали на графові Олександру Кушелєві-Безбородьку; для своєї майбутньої гімназії він знайомився і з різними навчальними закладами, набував книги за кордоном, маючи на увазі улаштування її, постійно стежив за всім, що з'являлося нового в області наук і літератури.
Повернувшись до Петербурга, він став посилено піклуватися, переважно через графа В. П. Кочубея, який доводився йому двоюрідним дядьком, щоб справі був даний якнайшвидший хід. Нарешті, 19 квітня 1820 пішов Найвищий рескрипт, що засновував у Ніжині вищий навчальний заклад під ім'ям Гімназії вищих наук; сам граф Олександр Кушелєв-Безбородько був при цьому призначений його попечителем з тим, що піклування переходить після нього до старшого в роді Кушелєва-Безбородько; статут нового навчального закладу ще не був готовий, але завдяки наполяганням графа дозволено було почати в цьому закладі заняття — вони і були розпочаті 4 вересня 1820 в особистій присутності графа. Граф Олександр Кушелєв-Безбородько постійно з великим інтересом та увагою стежив за подальшою діяльністю цього закладу і неодноразово робив йому пожертви. 7 жовтня 1832 послідувало перетворення гімназії в ліцей, порівняний за правами освіти з університетами. До дня 25-річчя цього навчального закладу граф подарував йому 175 картин різних шкіл, з тим, щоб вони були розміщені в різних кімнатах ліцею і служили б для розвитку витонченого смаку вихованців. 
1825 року в маєтку графа в Макошиному було закладено плантації цукрового буряка та влаштований один з перших в Україні цукрозаводів.
У 1820 граф Олександр Кушелєв-Безбородько був підвищений до камергера; 1826 року поставлений членом головного правління училищ; в 1830 обраний у почесні члени Академії Наук; в 1834 призначений керуючим Державним позиковим банком, в 1837 — директором департаменту державного казначейства, в 1844 — сенатором, в 1847 — почесним опікуном, з 13 березня 1854 по 6 квітня 1855 року обіймав найвищу посаду в своєму житті — Державного контролера Росії. Похований у Свято-Духівській церкві Олександро-Невської Лаври .

## Родина
Дружина (з 30 січня 1829) — княжна Олександра Миколаївна Рєпніна-Волконська (1805-09.10.1836), дочка князя Н. Г. Рєпніна-Волконського і В. А. Розумовської . Померла в Петербурзі від гарячки, похована в Олександро-Невській Лаврі. У шлюбі мала п'ятьох дітей:
- Варвара Олександрівна (1829—1896), її хрещеним при хрещенні був Микола I ; з 1851 року була одружена з Петром Аркадійовичем Кочубеєм (1825—1892), головою Російського технічного товариства.
- Олександра Олександрівна (24.11.1830[7] -08.01.1833), хрещена 28 грудня 1830 в Сергіївському соборі в присутності графа Г. Г. Кушелева, Князя П. М. Волконського і Н. К. Загряжської.
- Григорій Олександрович (1832—1870), статський радник, письменник і видавець, заснував журнали «Русское слово» і «Шаховий листок». Був одружений з 1859 року на Любові Іванівні Голубцовій, ур. Кролль (1835-13.04.1900; Канни)[8], в першому шлюбі Пенкаржевською.
- Любов Олександрівна (1833—1913), фрейліна, статс-дама, з 1896 року кавалерственні дама. Була одружена з 1852 року за графом Олексієм Івановичем Мусіним-Пушкіним (1825—1879); після бездітної смерті її братів — графів Григорія і Миколи Кушелєвих-Безбородьків, піклування над Ніжинським вищим навчальним закладом перейшло до роду графів Мусіних-Пушкіних.
- Микола Олександрович (1834—1862), колекціонер, створив картинну галерею, заповідану Академії мистецтв. Був одружений з Єлизаветою Іванівною Шупінською, ур. Базилевської (1839—1923).

Дети
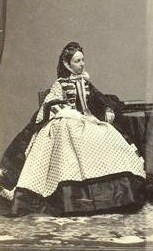
Варвара Олександрівна
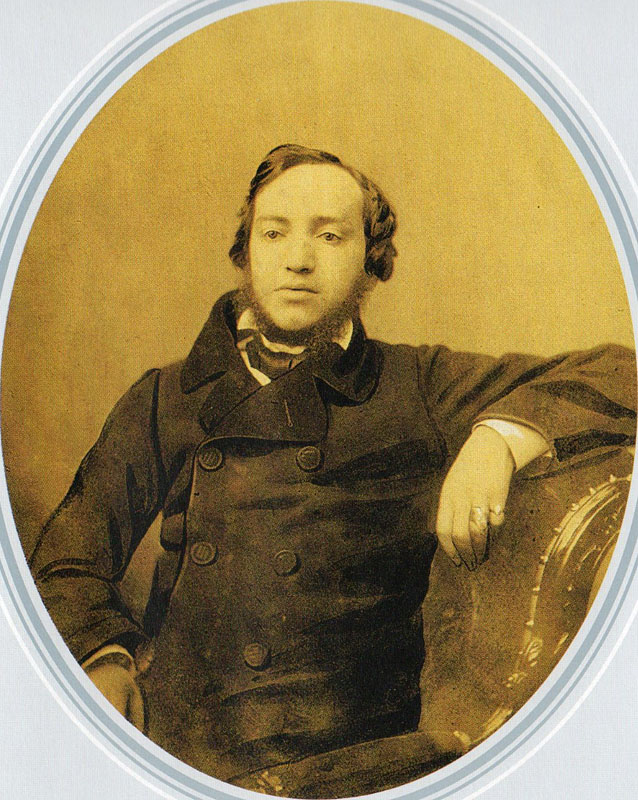
Григорій Олександрович
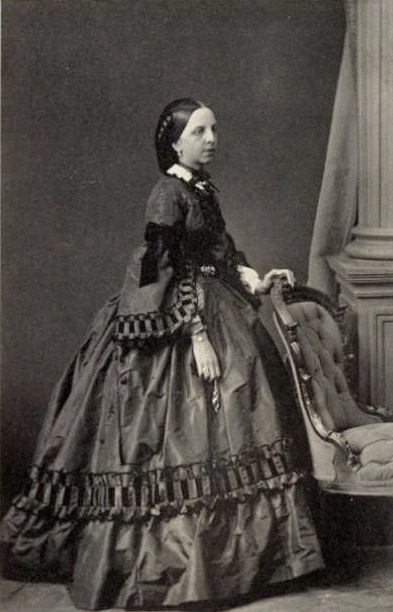
Любов Олександрівна
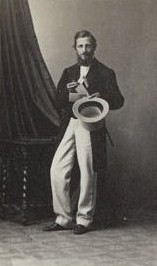
Микола Олександрович